# Halmstad (stad)
Halmstad is de hoofdstad van de gemeente Halmstad in het landschap Halland en de provincie Hallands län in Zweden. De plaats heeft 59005 inwoners (2005) en een oppervlakte van 3301 hectare. De plaats is ook de hoofdstad van de provincie Hallands län. De plaats ligt daar waar de rivier de Nissan uitmondt in zee.

## Geschiedenis
De stad zou voor de 11e eeuw al hebben bestaan en fungeerde als handelscentrum. Door overstromingen werd de nederzetting enkele kilometers noordoostwaarts verplaatst, meer richting de zee. Opgravingen kunnen nog gezien worden bij Övraby. Halmstad zou in 1307 stadsrechten hebben verkregen, wat het toentertijd de grootste stad aan de westkust van Zweden maakte. Een eeuw later werd de stad ingenomen door het Deense rijk. Halverwege de 16e eeuw verkreeg de stad een stadswapen geschonken van de Deense overheersers, uit dank voor de moedige weerstand die de stedelingen boden tegen de oprukkende Zweden. In 1619 vindt er een ontmoeting plaats aan de monding van de rivier Nissan net buiten de stadspoorten tussen de koningen Christiaan IV van Denemarken en Gustaaf II Adolf van Zweden, waar de twee de vrede bezegelen met een handdruk. Door het verdrag van Brömsebro wordt Halmstad in 1645 een Zweedse stad.
In 2007 werd het 700-jarig bestaan van de stad gevierd, beginnend met een speciaal vuurwerk op oudejaarsavond. In juni was het marinefestival met de Regatta Baltic Sail en in september werd de Solheim Cup op de Halmstad Golfklubb gespeeld.

## Verkeer en vervoer
Bij de stad lopen de E6/E20, Riksväg 15, Riksväg 25 en Riksväg 26.
De stad heeft een station aan de spoorlijnen Göteborg - Malmö, Halmstad - Nässjö en Bolmen - Halmstad.
Ook heeft de stad een haven: de Haven van Halmstad.

## Geboren in Halmstad
- Olle Bærtling (1911-1981), kunstschilder en beeldhouwer
- Bengt Ingemar Samuelsson (1934-2024), biochemicus en Nobelprijswinnaar (1982)
- Carl Bildt (1949), politicus
- Per Gessle (1959), zanger en medeoprichter van de Zweedse succesband Roxette en de band Gyllene Tider
- Jan Jönsson (1960), voetballer en voetbalcoach
- Janne Andersson (1962), voetballer en voetbalcoach
- Jörgen Persson (1966), tafeltennisser
- Niclas Alexandersson (1971), voetballer
- Fredrik Andersson Hed (1972-2021), golfer
- Magnus Haglund (1973), voormalig voetballer en huidig voetbalcoach
- Jonas Holmqvist (1982), wielrenner
- Niklas Kvarforth (1983), oprichter en zanger van black metalband Shining
- Sofia Arvidsson (1984), tennisster
- Jonas Altberg (1984), beter bekend als Basshunter, muzikant

## Partnersteden
- Denemarken: Gentofte
- Finland: Hanko
- Noorwegen: Stord

## Foto's

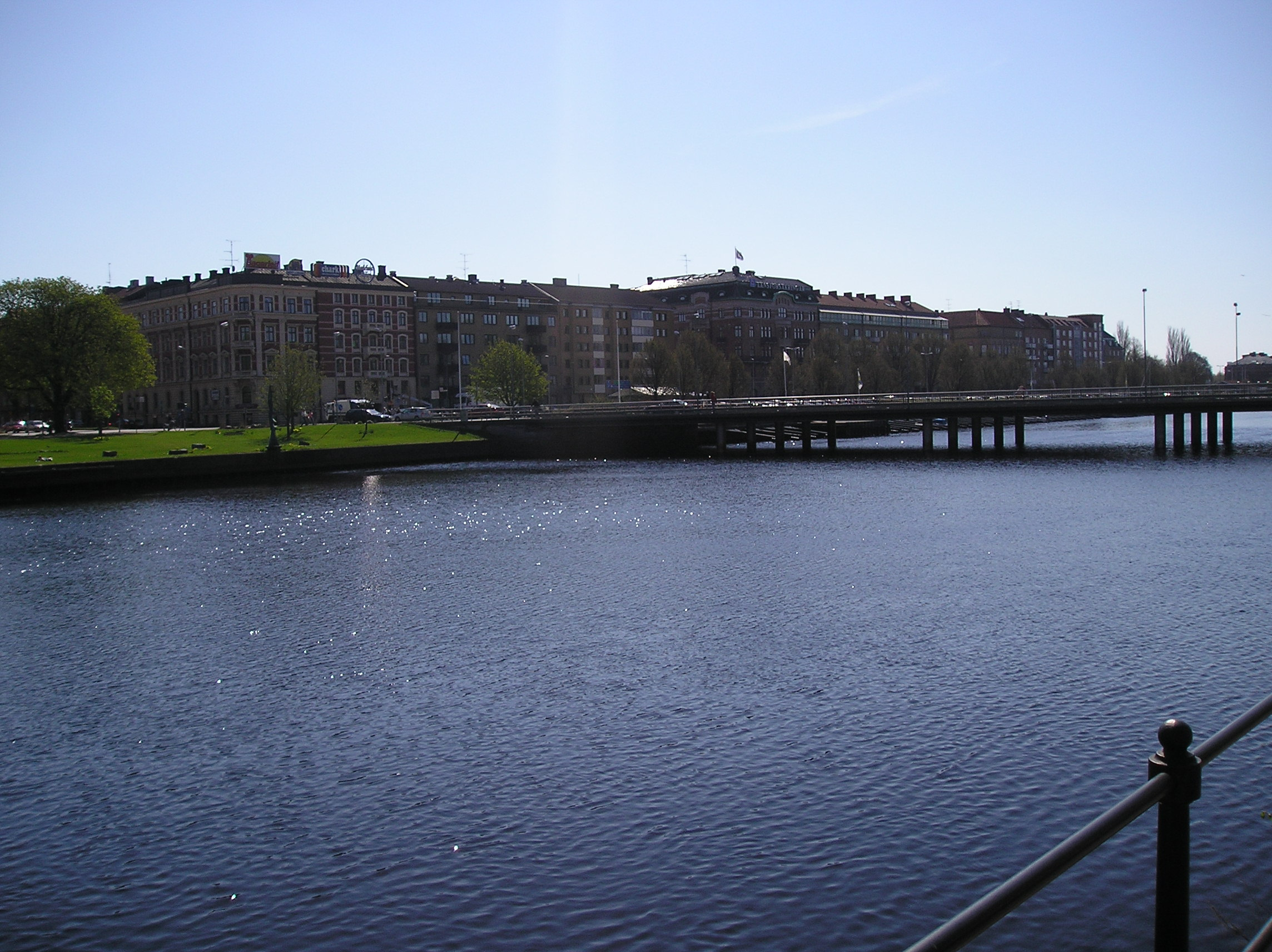
De rivier de Nissan
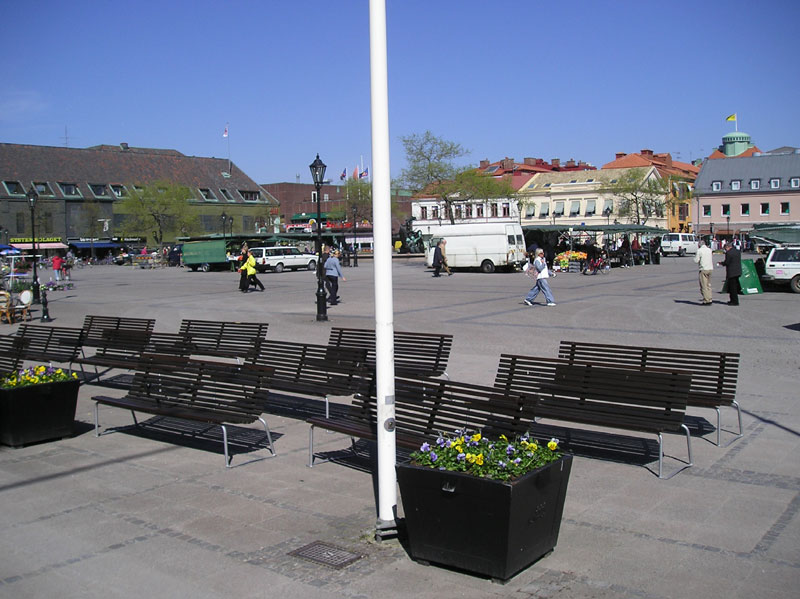
Het stadsplein Stora Torg in Halmstads centrum
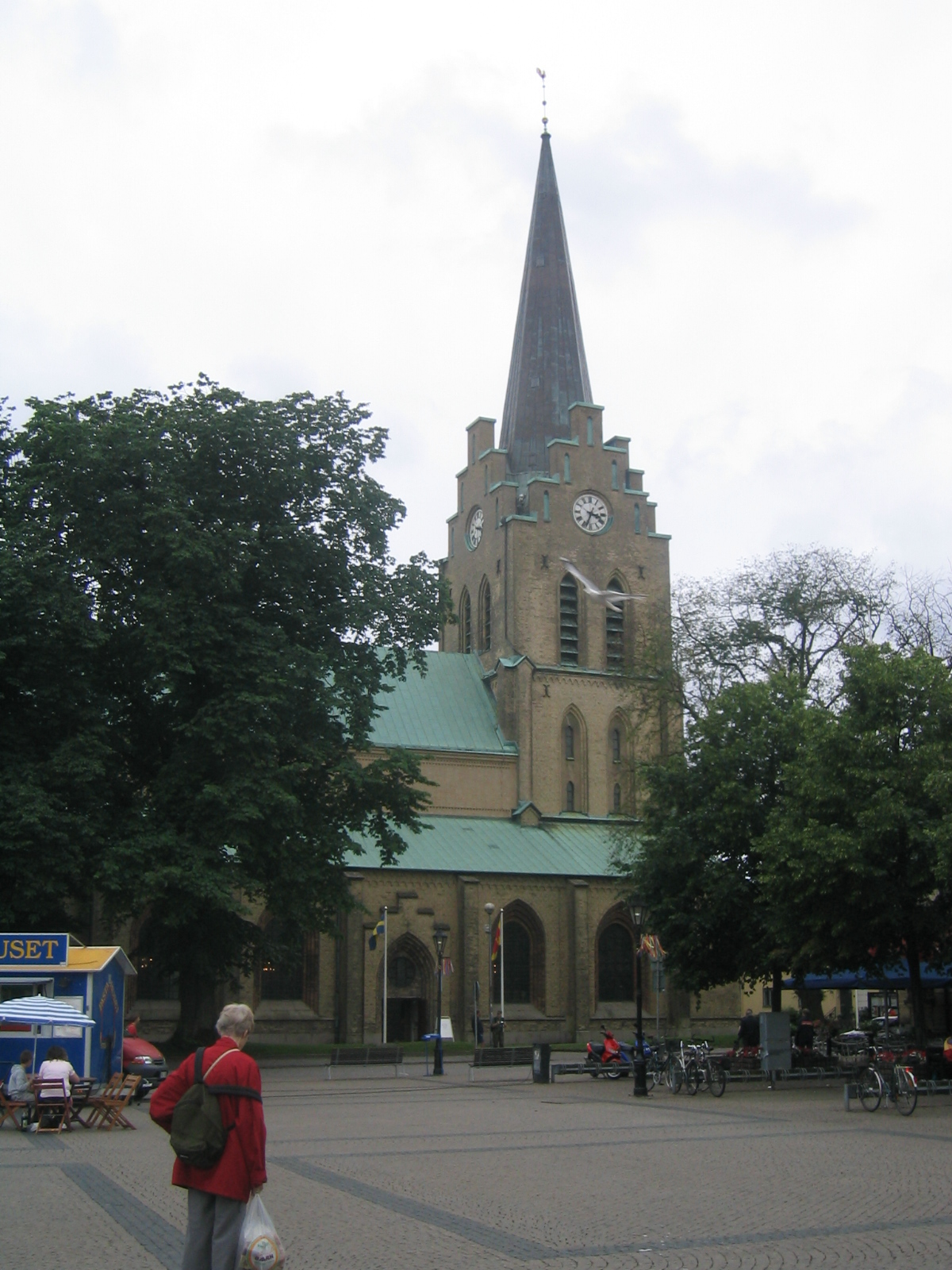
Kerk bij het stadsplein
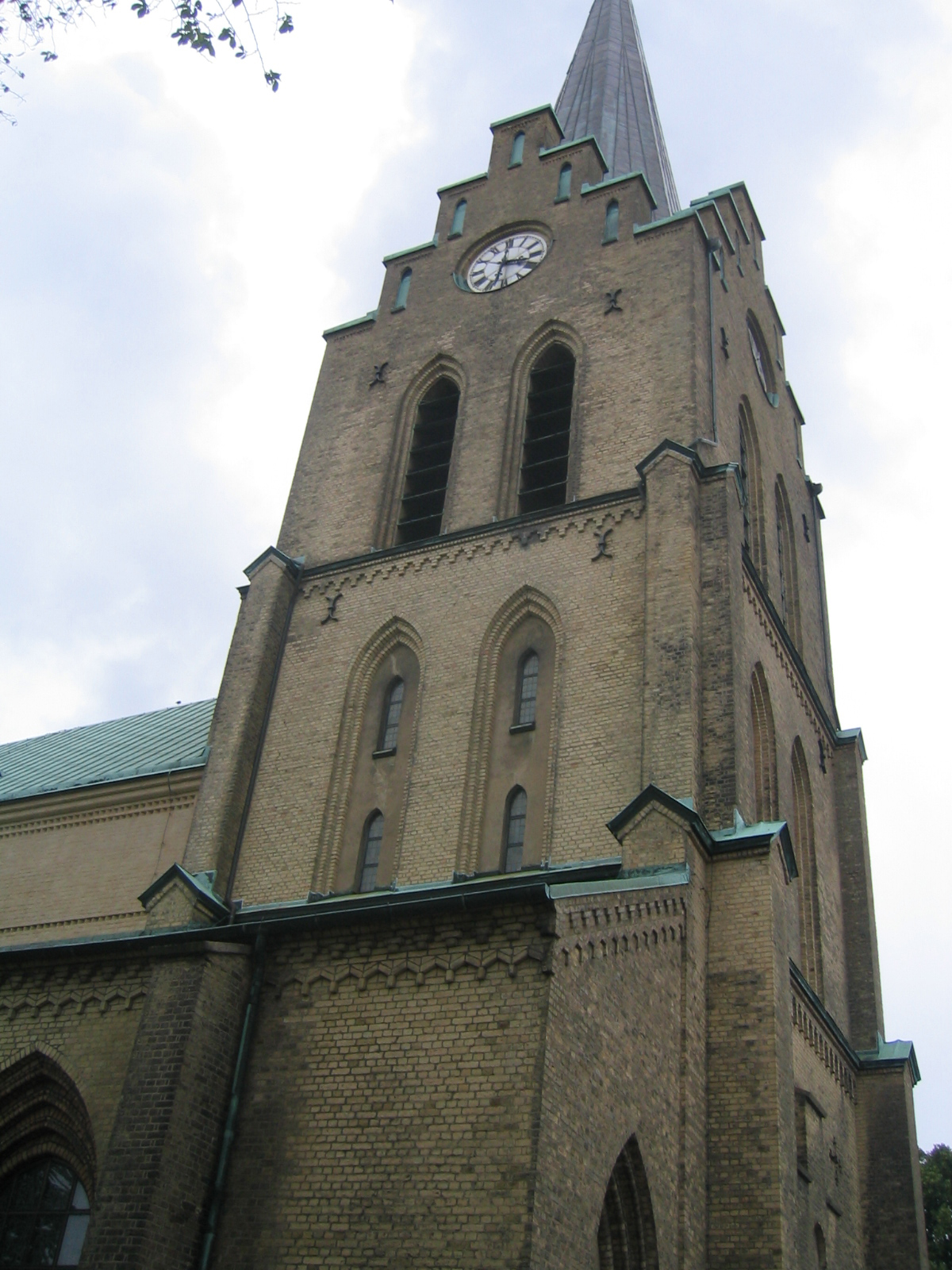
Kerktoren
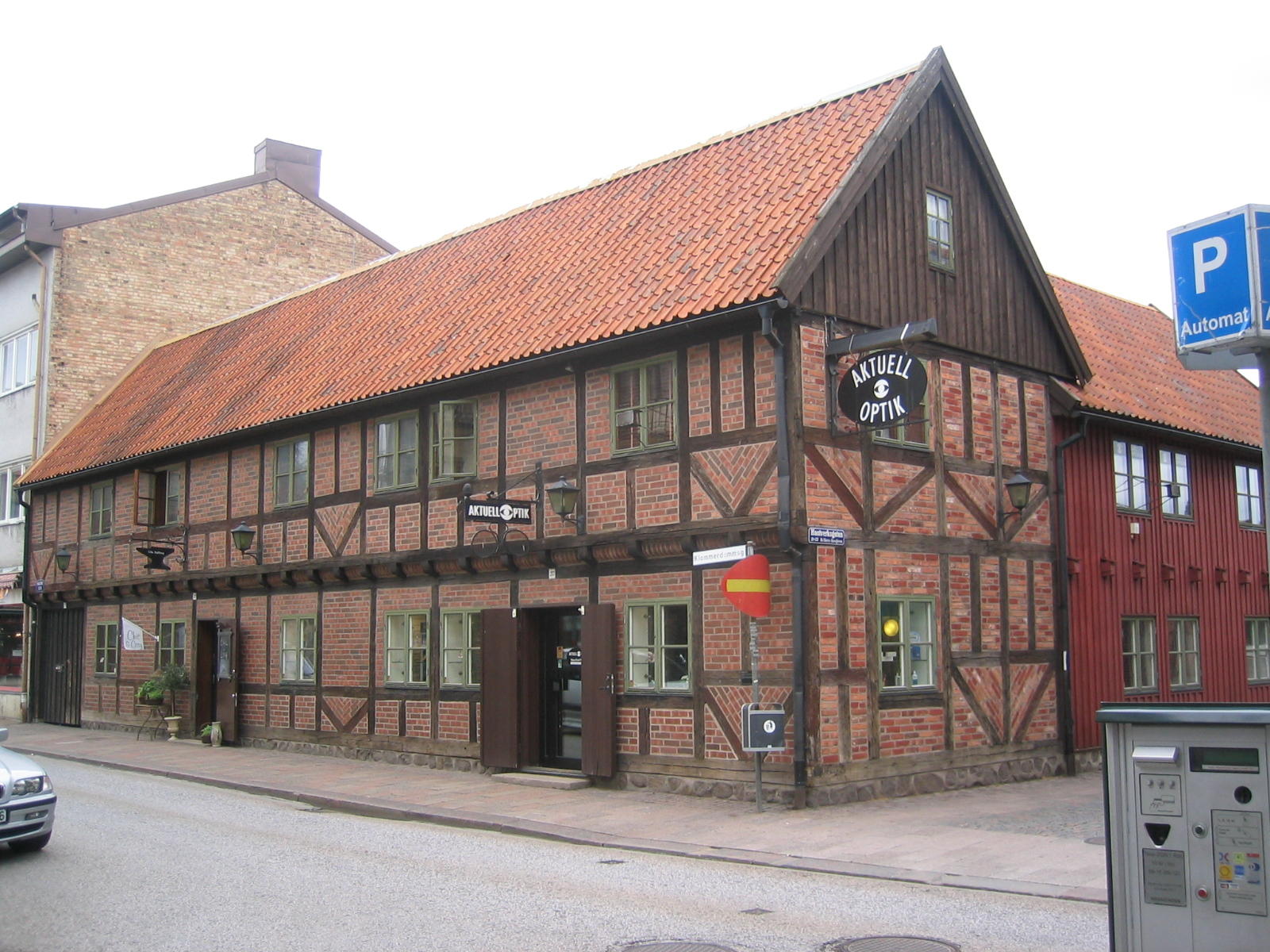
Mellgrenskahuis
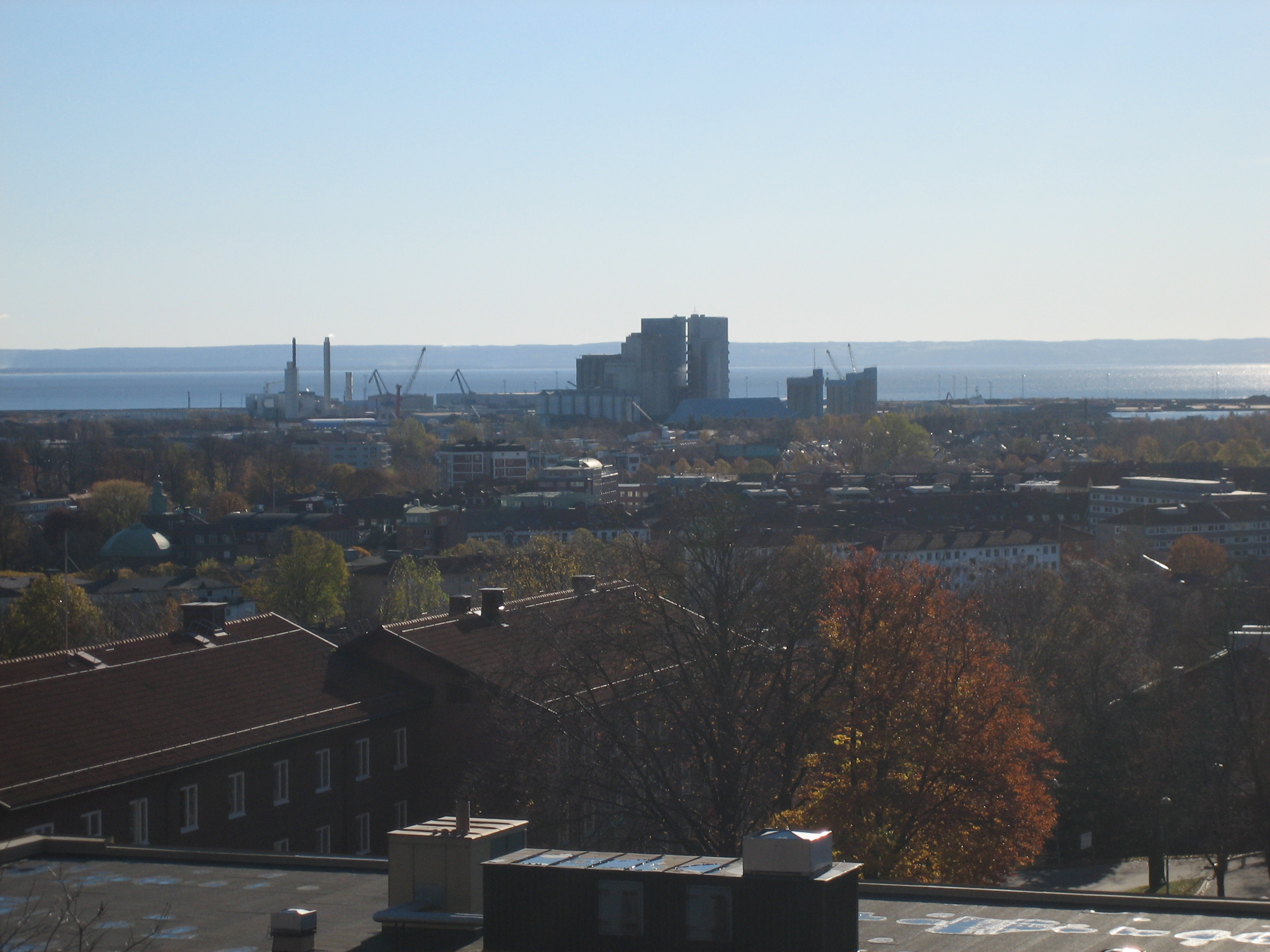
Stadscentrum en haven
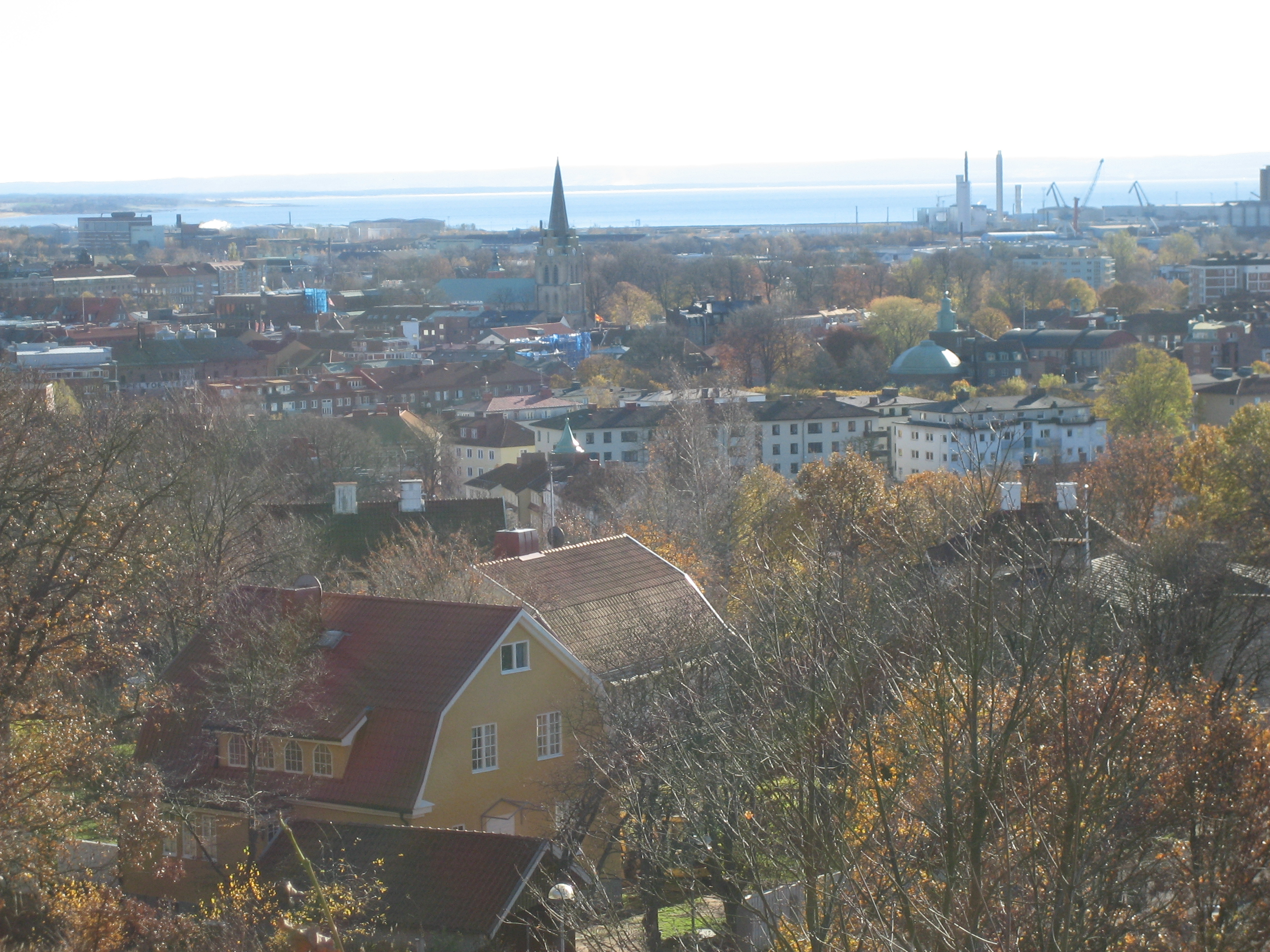
Stadscentrum met de St. Nikolaikerk in het midden
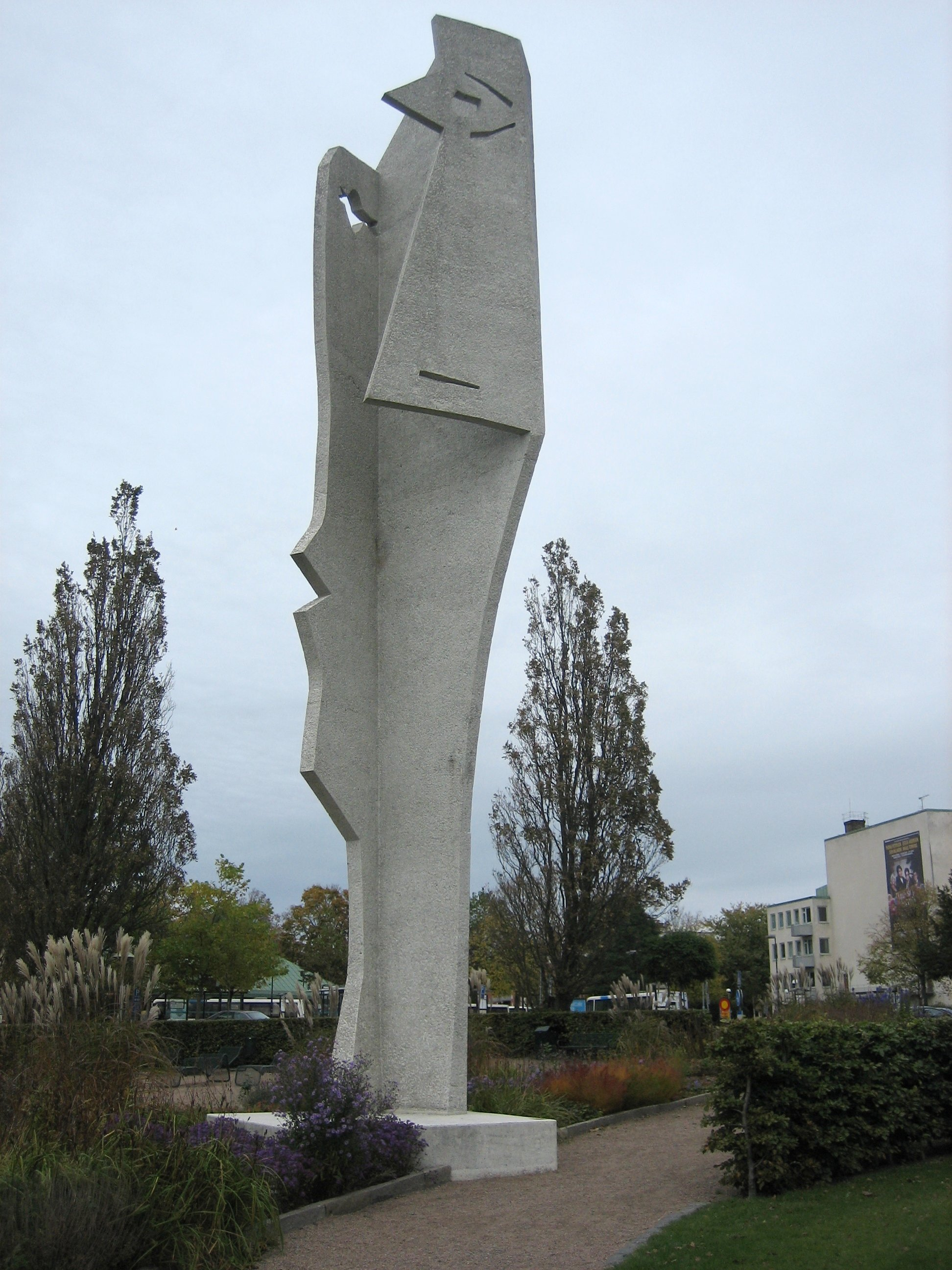
Standbeeld van Picasso
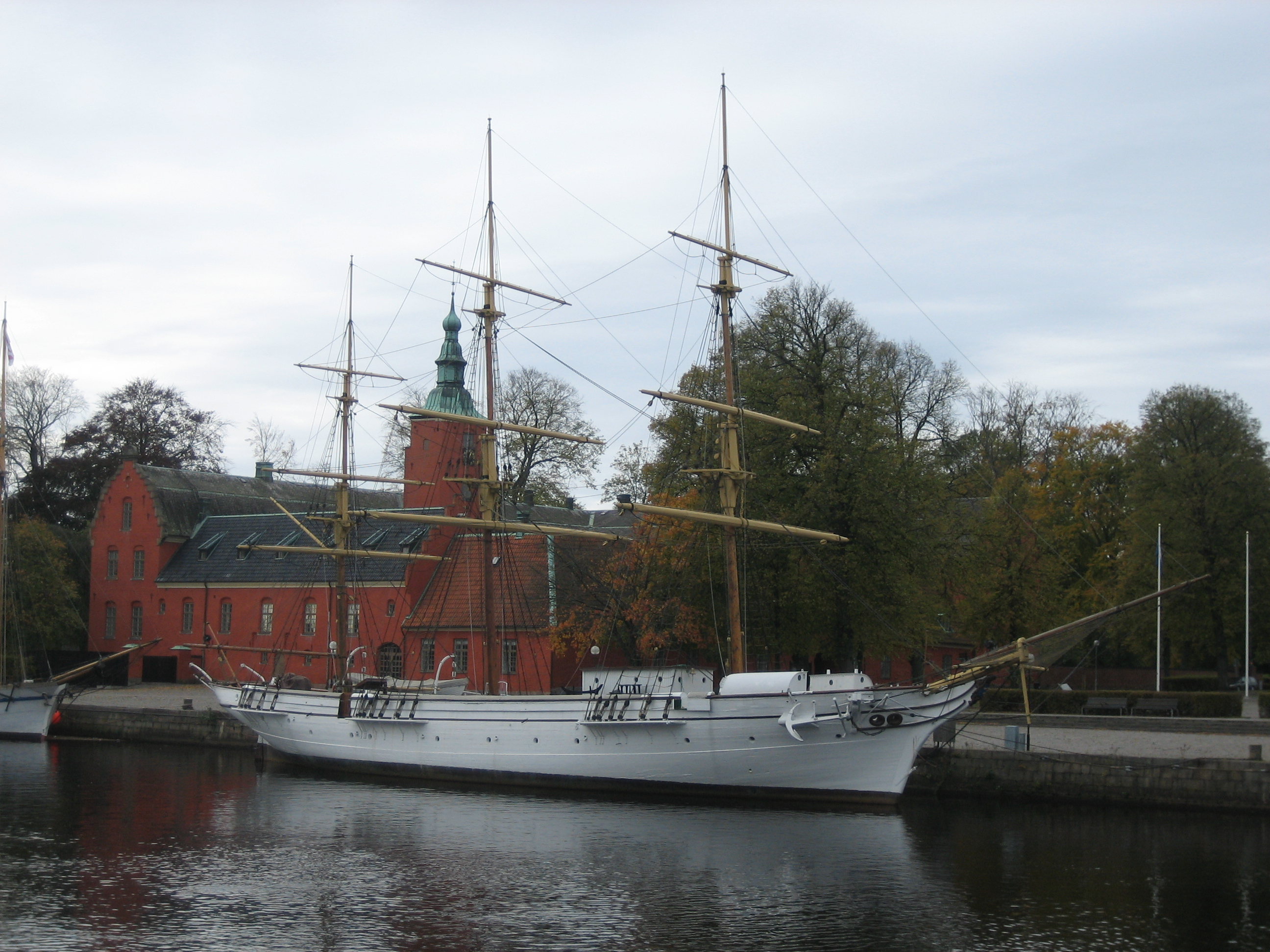
Aanlegplaats van de 'Najade' bij het slot van Halmstad
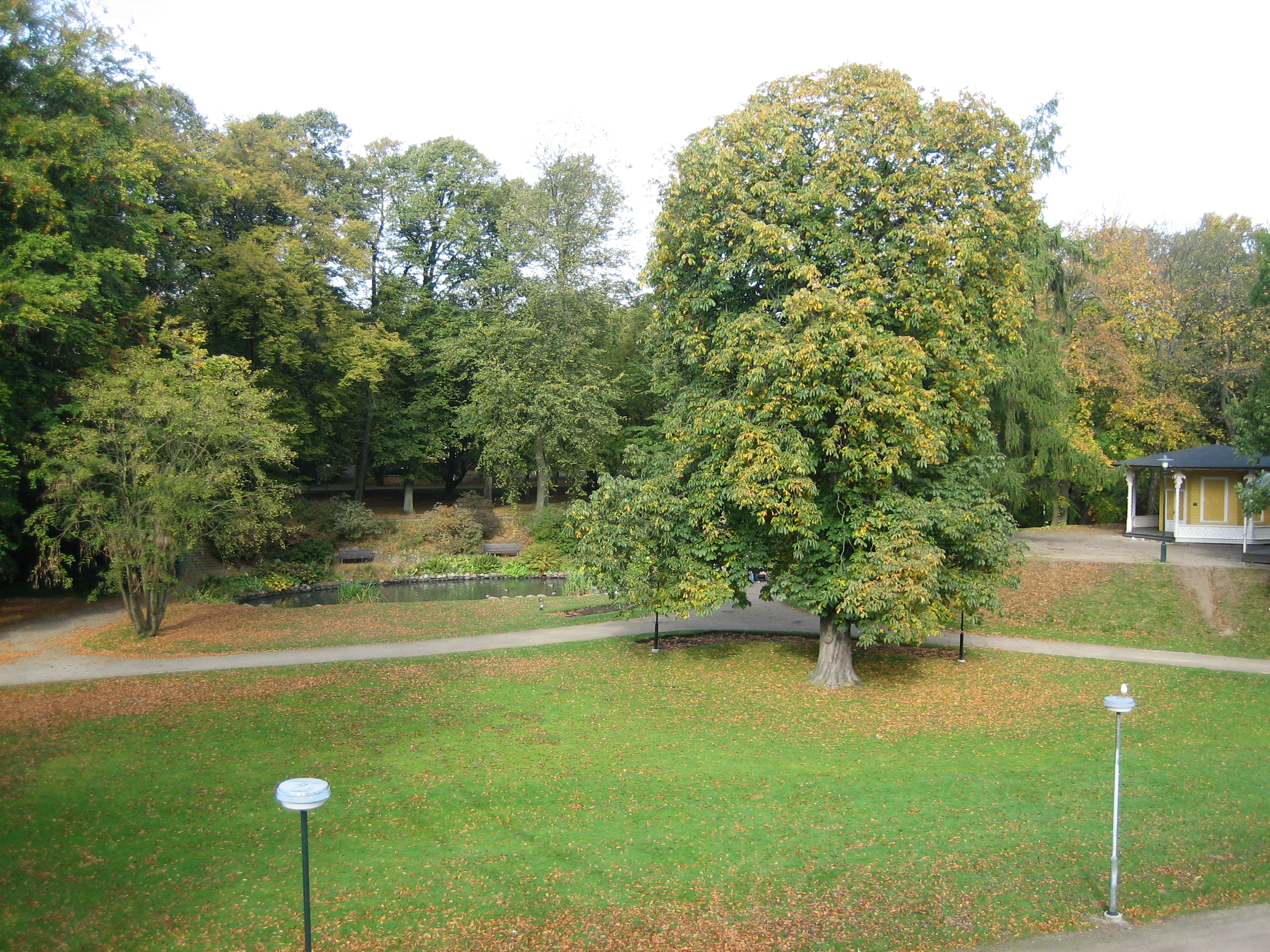
Norrekattspark
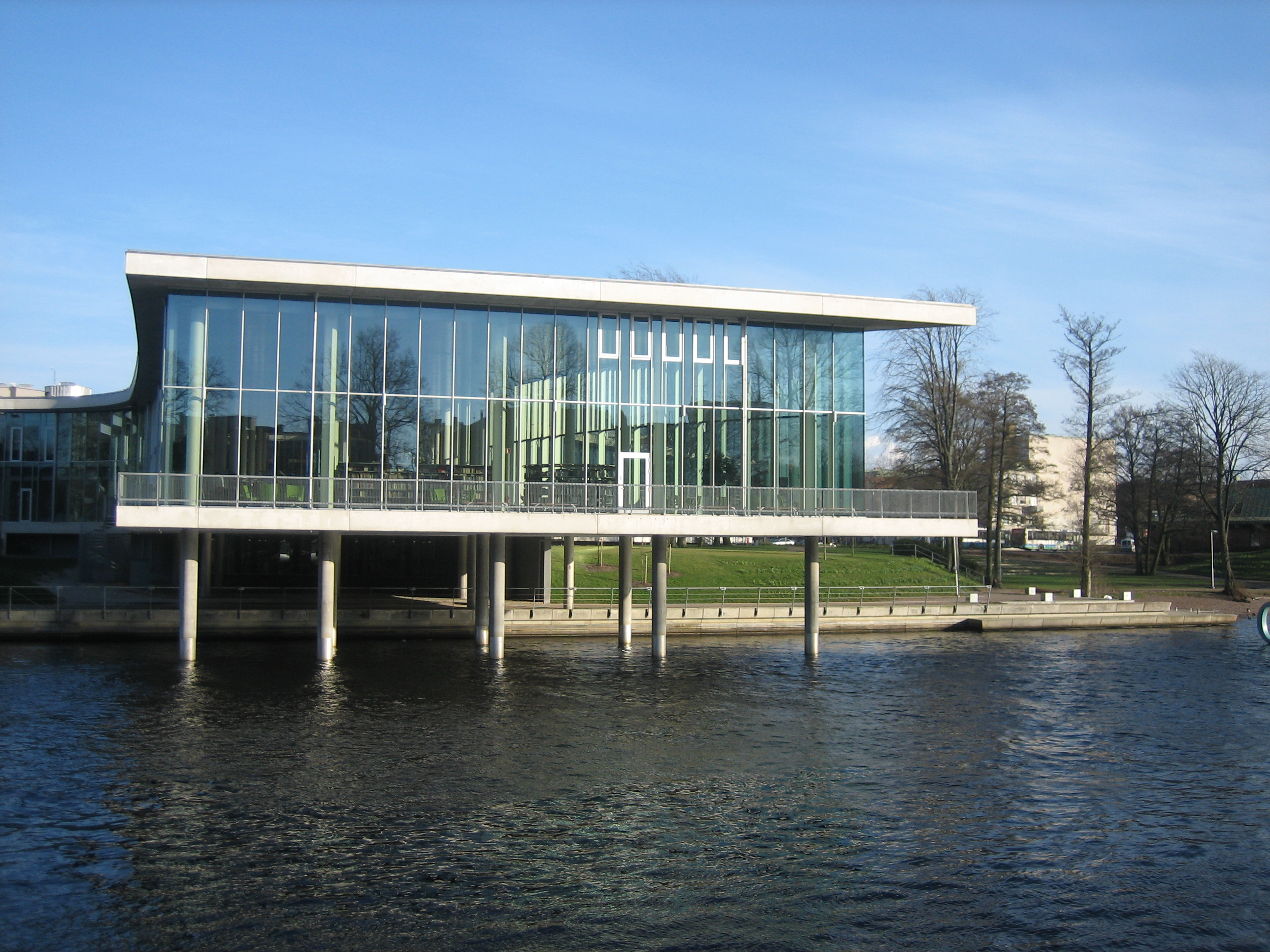
Halmstads Stadsbibliotek